# 미다촌 (사이타마현)
미다촌(箕田村)은 사이타마현 기타아다치군에 있던 촌이다. 현재의 고노스시에 해당한다. 사가겐지의 계보를 잇는 미노다 겐지의 발상지로 알려져 있다
사이타마 수평사의 본사가 있던 곳이기도 하다. 1954년에 고노스정, 다마미야촌, 마무로촌, 가사하라촌과 합병해 고노스정이 되어 소멸했다.

## 역사
- 1889년 7월 1일 - 정촌제 시행에 수반해 기타아다치군 미다촌이 성립하였다.
- 1953년
  - 7월 1일 - 고노스정, 다마미야촌, 마무로촌, 기타사이타마군 가사하라촌과 합병해, 새로운 고노스정이 성립해, 동일 미다촌은 폐지되었다.
  - 9월 30일 - 고노스정이 기타아다치군 조코촌을 편입과 동시에 시로 승격해, 고노스시가 되었다.

## 관련문헌
- 「箕田村」『新編武蔵風土記稿』 巻ノ150足立郡ノ16、内務省地理局、1884年6月。NDLJP:763999/99。